# اچ‌ام‌وای فوبس
اچ‌ام‌وای فوبس (به انگلیسی: HMY Fubbs) یک کشتی بود که طول آن ۶۳ فوت (۱۹ متر) بود.